# Carne Em Delírio
Carne em delírio é o segundo romance da escritora brasileira Cassandra Rios, publicado em 1948 pela editora Record. Ao contrário de seu livro de estreia, Volúpia do pecado, centrado em uma relação homoafetiva feminina, Carne em delírio apresenta uma narrativa focada em um romance heterossexual, ainda que transgressora sob os códigos morais da época.

## Sinopse
A história acompanha Cristina, uma jovem da elite paulistana, criada sob rígidos padrões morais. Noiva de Marcos, entrega-se a ele antes do casamento. Logo após, Marcos morre em um acidente e Cristina descobre que está grávida. Ao contar ao pai, é rejeitada por ele e acolhida pela governanta, Nieta, que a leva para a fazenda da família.
Na fazenda, conhece Alexandre, um homem rude e reservado que salva Cristina de um afogamento. O acidente causa a perda do bebê. De volta à cidade, ela se casa com Roberto, um conhecido da família, mas o relacionamento é frio e sem paixão. Cristina retorna à fazenda e reencontra Alexandre. Os dois vivem um relacionamento marcado por desejo e conflito moral.

## Importância e recepção
Embora menos conhecido que outras obras da autora, Carne em delírio já antecipa temas recorrentes na literatura de Cassandra Rios: sexualidade feminina, repressão social e dilemas morais. A crítica acadêmica destaca que mesmo antes da censura institucionalizada durante a ditadura militar, Rios já enfrentava resistências por tratar de temas considerados imorais para a época.

## Trecho
Cristina debatia-se de desespero, querendo livrar-se do pensamento que já se tornara uma obsessão inevitável. [...] Ao pensar em Alexandre, tudo nela despertava num sedento anseio por ardilosos momentos de luxúria.— Cassandra Rios, Carne em delírio (1948), p. 112